# Mentes peligrosas
Mentes peligrosas (título original en inglés Dangerous Minds) es una película dramática estadounidense de 1995 dirigida por John N. Smith y producida por Don Simpson y Jerry Bruckheimer. Se basa en la autobiografía My Posse Don't Do Homework de la marine retirada LouAnne Johnson, que ocupaba un puesto de profesora en la escuela secundaria Carlmont en Belmont, California, en 1989, donde la mayoría de sus estudiantes eran adolescentes afroestadounidenses e hispanos de East Palo Alto, una ciudad empobrecida, segregada racialmente y privada económicamente en el extremo opuesto del distrito escolar. Protagonizada por Michelle Pfeiffer como Johnson, la película se convirtió en un éxito de taquilla sorpresa en el verano de 1995, dando lugar a la creación de una serie de televisión de corta duración.

## Argumento
LouAnne (Michelle Pfeiffer), una marine retirada, se postula para un trabajo de enseñanza en la escuela secundaria Parkmont en California, y se sorprende y complace cuando le ofrecen la posición con efecto inmediato. Presentándose al día siguiente para iniciar la enseñanza, sin embargo, se encuentra con un aula de adolescentes difíciles y hoscos, todos de clase baja y desfavorecidos, que participan en guerras de pandillas y se niegan de pleno a comprometerse con nada. Ellos acuñan inmediatamente el apodo de «pan blanco» para LouAnne, debido a su raza y aparente falta de autoridad, a lo que LouAnne responde regresando al día siguiente en una chaqueta de cuero y enseñándoles karate. Los estudiantes muestran algún interés en este tipo de actividades, pero vuelven inmediatamente a su comportamiento anterior cuando LouAnne trata de enseñar el plan de estudios.
Desesperada por llegar a los estudiantes, LouAnne prepara ejercicios de clase que enseñan principios similares a la obra prescrita, pero utilizando temas y lenguaje que atraen a los pícaros estudiantes. Ella también trata de motivarlos, dándoles la máxima calificación desde el comienzo del año, argumentando que lo único que se requiere de ellos es que lo mantengan. Con el fin de introducirlos a la poesía, LouAnne utiliza la letra de «Mr. Tambourine Man» de Bob Dylan para enseñar simbolismo y metáfora; una vez que esto se logra, ella avanza a «Do not go gentle into that good night» de Dylan Thomas. LouAnne premia a los estudiantes abundantemente, utilizando barras de caramelo y un viaje a un parque de atracciones. Sus métodos atraen la ira de las autoridades escolares, George Grandey (Courtney B. Vance) y Carla Nichols (Robin Bartlett), que tratan de obligarla a permanecer dentro del plan de estudios.
Estudiantes particulares atraen la atención de LouAnne por sus problemas personales. Callie Roberts (Bruklin Harris) es una niña inusualmente brillante que sobresale en inglés, pero se retira de la escuela a mitad del semestre cuando ella queda embarazada. LouAnne la visita fuera del horario escolar para tratar de convencerla de continuar con la educación superior. Raúl Sanchero (Renoly Santiago) es un muchacho bien intencionado que participa con frecuencia en guerras de pandillas y delincuencia callejera. LouAnne intenta animarlo a enfocarse haciéndole una visita especial a su familia para felicitarlo por su trabajo, y de ir a cenar con él como una forma de infundirle confianza y autoestima. Emilio Ramírez (Wade Dominguez) es su proyecto personal más problemático, ya que él cree firmemente en un sentido del honor personal que le impide pedirle ayuda a ella. Cuando LouAnne descubre que su vida está en peligro debido a una rencilla personal con un matón recientemente liberado, ella trata de protegerlo, pero debido a la actitud fría del director, es abandonado en el momento crucial y es asesinado posteriormente.
Al final del año, LouAnne anuncia a la clase que no seguirá enseñando en la escuela, lo que promueve una muestra desenfrenada de emoción de los estudiantes que se niegan a dejarla ir. Conmovida, ella decide quedarse.

## Reparto
- Michelle Pfeiffer como LouAnne Johnson.
- George Dzundza como Hal Griffith.
- Courtney B. Vance como George Grandey.
- Robin Bartlett como Carla Nichols.
- Beatrice Winde como Mary Benton.
- John Neville como Camarero.
- Lorraine Toussaint como Irene Roberts.
- Renoly Santiago como Raúl Sanchero.
- Wade Dominguez como Emilio Ramírez.
- Bruklin Harris como Callie Roberts.
- Marcello Thedford como Cornelius Bates.
- Karina Arroyave como Josy.
- Paula Garcés como Alvina.
- Ivan Sergei como Huero.
- Gaura Vani como Warlock (acreditado como Gaura Buchwald).
- Camille Winbush como Tyeisha Roberts.
- Al Israel como Mr. Santiago

## Producción
Dangerous Minds fue una de las últimas películas del productor Don Simpson. Andy García filmó escenas como el interés amoroso de Michelle Pfeiffer, pero estas fueron cortadas antes del estreno de la película. La escuela real a la que LouAnne Johnson enseñó, la secundaria Carlmont en Belmont, California, fue considerada como lugar de rodaje, pero la mayoría de filmación se completó en Burbank, California.

## Estreno
Dangerous Minds (mentes peligrosas) fue estrenada el 11 de agosto de 1995 en los Estados Unidos. Fue un éxito inmediato de taquilla, recaudando un total de 179.519.401 dólares en todo el mundo.

### Recepción crítica
La película está clasificada en Rotten Tomatoes con un índice de aprobación positiva del 29% (con 11 de los 38 críticos dando críticas positivas). En Metacritic, la película mantiene una puntuación de 47 sobre 100, lo que indica comentarios mixtos a negativos.
Janet Maslin en el The New York Times escribió: «No hay muchas cosas que se verían mejor en papel que en Michelle Pfeiffer, pero el papel de LouAnne Johnson es uno de ellos... Películas falsas y condescendientes en este género no son nada nuevo, pero Dangerous Minds apisona su camino frente a algún talento real. La Sra. Pfeiffer es una mucho mejor actriz que lo que este personaje unidimensional le permite ser... No importan las quejas que se podrían hacer sobre los métodos de enseñanza de LouAnne: ella premia a estudiantes con sobornos, coquetea con condescendencia e inflige un castigo cruel e inusual al analizar el subtexto de «Mr. Tambourine Man»... Los niños resultan ser ángeles, directamente desde el centro de la fundición... Las actuaciones son tan realistas como el material permite, pero el guion de Ronald Bass no comercia fuertemente en sorpresas».
Kenneth Turan en el diario Los Angeles Times escribió: «Mientras que las películas son admiradas por hacer fantasía realidad, algunos logran un revés, una especie de alquimia no deseada, convirtiendo realidad participativa en un sinsentido. Es ese tipo de transformación lamentable que Dangerous Minds logra... nada de ella, con la excepción de la actuación de Pfeiffer, parece vagamente real. Esto es especialmente cierto de los eventos climáticos excesivamente melodramáticos de la película, una tragedia falsa que no ocurre en el libro y tiene artificio escrito por todas partes... Teniendo en cuenta cuán pocas son las oportunidades para que mujeres lleven una película, y con la oportunidad de ser un modelo positivo arrojado en la negociación, no es sorprendente encontrar a Pfeiffer protagonizando Dangerous Minds, y ella es tan creíble como la película le permite ser. Pero si esta trivialización de materia participativa es la mejor una estrella de sus considerables habilidades puede aferrarse, las actrices de hoy en día lo tienen peor de lo que hemos imaginado».
Roger Ebert en el Chicago Sun-Times escribió: «Hemos visto esta historia básica antes, en Stand and Deliver, Lean on Me, Teachers, Dead Poets Society, etc. Esta versión es menos convincente... Pfeiffer, que es una buena actriz, hace con este material lo que puede... La verdadera señorita Johnson no utilizó [Bob] Dylan, sino las letras de canciones de rap para tener a la clase interesada en la poesía... Lo que ha ocurrido en la transición del libro a la película del libro de LouAnne Johnson es revelador. La película pretende mostrar pobres chicos negros siendo sobornados hacia alfabetización por Dylan y barras de caramelo, pero en realidad es el público blanco el que está siendo sobornado con caramelo mental en la forma de las palabras de los dos Dylan. ¿Cuáles son las posibilidades de que esta película podría haber sido hechas con Michelle Pfeiffer enganchando a los niños en la letra de Ice Cube o Snoop Doggy Dogg?».
Terrence Rafferty en The New Yorker escribió: «Gracias a la actuación inventiva de Pfeiffer, la película de John N. Smith hace un trabajo bastante entretenido de capturar la astucia inescrupulosa, como de guerrilla de un buen maestro en una mala escuela. Pero la dramaturgia del corte a la iluminación del guion de Ronald Bass se siente desesperado y falso, y en las escenas finales de la película se pone tan pegajosa como To Sir With Love. Se canoniza la heroína innecesariamente: Pfeiffer se ve muy bien sin un halo».
Peter Travers de Rolling Stone escribió: «El joven y en su mayoría desconocido reparto es excepcional y Pfeiffer da una actuación divertida, rudimentaria que te hace sentir el fuego de una profesora comprometido con hacer una diferencia. La película también cuenta con el toque astuto de Elaine May, quien colaboró con Ronald Bass (Rain Man) en esta adaptación cinematográfica las memorias de Johnson de 1992, My Posse Don't Do Homework... Tal vez los productores Don Simpson y Jerry Bruckheimer (Bad Boys, Crimson Tide) no saben cómo dejar que un personaje femenino fuerte lleve la pelota. Dangerous Minds a menudo se desarrolla como una actualización débilmente sentimental de To Sir With Love de Sidney Poitier. Aun así, en un verano, cuando la mayoría de las mujeres se ven obligadas a hacerse las tontas para emocionar o matar, Pfeiffer se hace a sí misma y a su especie en peligro orgullosa».
Kevin McManus en el The Washington Post escribió: «Por desgracia, Dangerous Minds, que cuenta la historia de una maestra [de] tal [carisma], merita sólo una C. Y si no fuera por Michelle Pfeiffer, seguramente estaríamos viendo un grado más triste... el escritor Ronald Bass rocía el guion con líneas sacarinas que suenan simplemente tontas proveniendo de estudiantes de secundaria. «Pero no nos puede dejar», se queja un chico cuando Pfeiffer decide renunciar. «Eres nuestra Tambourine Man!»... Pfeiffer y los estudiantes (interpretados por desconocidos talentosos) hacen secciones de la película agradables de observar. Cuando sus bromas vuelan de ida y vuelta en clase, suena bien. Cuando secuencias representan pasillos de la escuela y las calles de la ciudad, se ve bien. Si sólo los cineastas habían utilizado alguna sutileza para contar la historia, podrían haber hecho bien a la verdadera LouAnne Johnson».
Edward Guthmann en el San Francisco Chronicle escribió: «Es artificial, es cursi, pero Dangerous Minds, un vehículo de Michelle Pfeiffer, funciona sorprendentemente bien... Ella juega con una bolsa de clichés, pero ella es tan valiente y simpática, te pasas por alto el sinsentido».
La revista Time Out escribió: «En realidad es una bastante respetable pieza de trabajo, con una impresiva actuación de amor duro de Pfeiffer, pero el guion trillado de Ronald Bass es todo zanahoria y ningún palo».

## Premios y nominaciones
La banda sonora y su sencillo principal «Gangsta's Paradise» disfrutaron de gran éxito, y recibió nominaciones para el premio Grammy a la mejor grabación del año y el NAACP Image Award al mejor álbum de banda sonora. Coolio ganó el premio Grammy a la mejor interpretación rap solista por su interpretación.
En los MTV Movie Awards 1996, Dangerous Minds fue nominada en cuatro categorías: mejor película, mejor actuación femenina (Michelle Pfeiffer), actriz más deseada (Michelle Pfeiffer) y mejor canción de una película (Coolio).
El video musical de «Gangsta's Paradise», con Michelle Pfeiffer, ganó los premios a mejor video de rap y mejor video de película en los MTV Video Music Awards.
| Adjudicación           | Premio                           | Nominado                       | Resultado |
| ---------------------- | -------------------------------- | ------------------------------ | --------- |
| Premios Grammy         | Mejor grabación del año          | «Gangsta's Paradise» de Coolio | Nominada  |
| Premios Grammy         | Mejor interpretación rap solista | «Gangsta's Paradise» de Coolio | Ganadora  |
| NAACP Image Award      | Banda sonora sobresaliente       |                                | Nominada  |
| MTV Movie Awards       | Mejor película                   |                                | Nominada  |
| MTV Movie Awards       | Mejor actuación femenina         | Michelle Pfeiffer              | Nominada  |
| MTV Movie Awards       | Actriz más deseada               | Michelle Pfeiffer              | Nominada  |
| MTV Movie Awards       | Mejor canción de película        | Coolio                         | Nominado  |
| MTV Video Music Awards | Mejor video de rap               | «Gangsta's Paradise» de Coolio | Ganador   |
| MTV Video Music Awards | Mejor video de película          | «Gangsta's Paradise» de Coolio | Ganador   |

## Serie de televisión
El éxito comercial de la película llevó a la creación de una serie de televisión derivada, Dangerous Minds, con Annie Potts en el papel de LouAnne Johnson. La serie se estrenó en ABC el 30 de septiembre de 1996 y concluyó el 15 de marzo de 1997, después de una temporada de diecisiete episodios.

## En la cultura popular
En su canción  de 1996 «Amish Paradise», el cantante Weird Al Yankovic habla de la cultura amish haciendo una parodia de la canción de esta cinta.
En 2009, el sitio web de la comedia CollegeHumor lanzó un tráiler de la inexistente película Dangerous Wands («varitas peligrosas»), una parodia de la película. La trama presenta a una adulta Hermione Granger, un personaje de la serie de películas basada en los aclamados libros de Harry Potter de J. K. Rowling, quien va a enseñar en «la peor escuela de magia de todas».